# Randhir Singh Gentle
Randhir Singh Gentle (* 22. September 1922; † 25. September 1981) war ein indischer Hockeyspieler. Er gehört zu den sieben Hockeyspielern, die drei olympische Goldmedaillen gewinnen konnten.
Bei den Olympischen Spielen 1948, 1952 und 1956 stand Singh Gentle jeweils in der siegreichen indischen Mannschaft. Er war ein harter, aber technisch sehr sauberer Verteidiger, der sich zum Strafeckenspezialisten seiner Mannschaft entwickelte. 1956 schoss er sechs Tore im Turnier, darunter den Treffer im Finale zum 1:0-Sieg über Pakistan.
Singh Gentle spielte beim Hockeyclub Independent SC in Delhi. Nach seiner Karriere wirkte er als Trainer in Indien, Malaysia und Spanien.